# Zygoribatula exilis
Zygoribatula exilis är en spindeldjursart som först beskrevs av Hercule Nicolet 1855.  Zygoribatula exilis ingår i släktet Zygoribatula, och familjen Oribatulidae. Arten är reproducerande i Sverige.